# Nancy Drew: Secrets Can Kill
Secrets Can Kill — перша інтерактивна пригодницька відеогра зі серії «Nancy Drew», заснованої на однойменній книзі 1986 року. Вийшла 1998 року для «Microsoft Windows» від розробників «Her Interactive». Гравці відіграють роль від першої особи детектива-аматора Ненсі Дрю. За сюжетом вона допитує підозрюваних та розгадує різноманітні головоломки, щоб знайти вбивцю учня флоридської школи. Усього три рівня складності: молодший, старший та майстер-детектив. Відеогра анімована в 3D, але на відміну від пізніших ігор, персонажі зроблені в 2D.
Ремейк відеогри вийшов 24 серпня 2010 року з підзаголовком «Remastered». Продажі оригінальної «Secrets Can Kill» зупинилися 1 серпня 2010 року.

## Ігровий процес
«Secrets Can Kill» є інтерактивною пригодницькою відеогрою в стилі «вкажи і знайди». Відеогра має три режими складності: молодший (англ. junior detective), старший (англ. senior detective) та майстер-детектив (англ. master detective). Інтерфейс відеогри відображає інвентар, де зберігаються важливі для головоломок чи розслідування речі, журнал для занотовування, список діл і телефон. Курсором у відеогрі можна переміщувати на 360 градусів локаціями, зробленими у 3D. При наведены його на предмет, з яким можна взаємодіяти, змінюється на лупу. Усі персонажі та видеоролики анімовані в 2D та виглядає дивно чи штучно. У відеогрі часто потрібно буде допитувати підозрюваних, розгадувати нескладні текстові головоломки та грати в різні міні-ігри. Якщо гравець потребує допомоги для подальшого проходження, то за допомогою телефона героїні можна отримати поради від її подруг — Бесс Марвін та Джесс Фейн, чи від її хлопця — Неда Нікерсона. Відеогра має декілька фатальних пасток, однак за допомогою «Другий шанс» можна повернутися до місця перед пасткою.

## Сюжет
Під час гостювання Ненсі Дрю в тітки-бібліотекаря Елоїзи у вигаданому містечку Пасео Дель Мар у Флориді відбувається вбивство одного з учнів. Його тіло знаходить Деріл Грей. Елоїза та директор школи попросили Ненсі розслідувати діло та розгадати таємницю. Під прикриттям як нова студентка, детектив розпитує підозрюваних та розгадує головоломки. Під час розслідування вона дізнається, що Дрейк Роджерс, убитий учень, шантажував інших школярів, знімаючи на відео їх проступки. Знайшовши достатню кількість доказів, Ненсі Дрю впевнюється, що вбивця Мітч Діллон, який займався транспортування наркотиків від фармакологічної фабрики. Детектив змогла переконати його поплічника Деріла, спіймати убивцю. Вони находять Мітча на фабриці, де він намагається заставити їх замовкнути. Але з'являється Конні та вибиває пістолет у нього з рук. Ненсі Дрю здійснює громадянський арешт.
В епілозі детектив отримує запрошення до кіностудії, де будуть розгортатися основні події відеогри «Nancy Drew: Stay Tuned for Danger».

## Персонажі
Ненсі Дрю
Озвучує — Лані Мінелла
Головний персонаж відеогри. 18-річний детектив-аматор з вигаданого містечка Рівер Гайтс у США. Полюбляє розгадувати таємниці та має дуже добрі інтуїцію та аналітичні здібності.
Деріл Грей
Озвучує — Білл Коркері
Інформатор для Ненсі. Хлопець працює неповний робочий день у кафе швидких замовлень «Maxine's Diner». Він першим знайшов убитого хлопця. Деріл з багатої сім'ї, а його батько екс-сенатор штату Флорида. У зв'язку з неприємностями їх родина втратила чималу кількість грошей, а хлопець повинен був оплатити навчання. Деріл згодився на пропозицію Мітча заробити трохи грошей на наркоторгівлі. Про це дізнався Дрейк і шантажує його, спокучаючи поділитися незаконними прибутками. У кінці відеогри зізнається про це Ненсі та допомагає спіймати вбивцю.
Конні Вотсон
Озвучує — Донна Роурі
Сильна дівчина, що займається дзюдо. Мала проблеми зі оплатою навчання і вирішила брати участь у чоловічому турнірі, вигравши його. Дрейк шантажує та змішує її зустрічатися з ним. Також допомогла в затримані Мітча, хоча спочатку відмовлялася через ризик не вступити до коледжу.
Гал Танака
Озвучує — Джон Труонг
Студент за обміном з Японії. Зосереджений на навчанні та має намір отримати стипендію, щоб вступити до коледжу й стати лікарем. Але одного разу від зплагіатив текст для есе з однієї бібліотечної книги. Дрейк про це дізнається та шантажує його, змушуючи робити за нього домашню роботу.
Гектор «Галк» Санчес
Озвучує — Рік Калверт
Стереотипний спортсмен, що мріє грати за команду коледжу, а у майбутньому за маямських дельфінів. Одного разу, для підтримання форми після травми, він викрав з місцевого заводу стероїди. Дрейк через шантаж вимагав доставляти його повідомлення.
Мітч Діллон
Озвучує — Кентон Ліч
Шкільний працівник, відповідальний за котельню. Він займався перевезенням наркотиків. Дрейк намагався шантажувати його, але був убитий Мітчем. Він також будь-якими засобами перешкоджав розслідуванню, намагався спалити докази. Був затриманий зусиллями Ненсі, Деріла та Конні.
Другорядними персонажами є тітка Елоїза Дрю, телефонні радники та подруги Ненсі — Бесс Марвін та Джесс Фейн, а також її хлопець Нед Нікерсон.

## Ремейк
«Secrets Can Kill» офіційно припинили продавати 1 серпня 2010 року через проблеми сумісності із звуковими картами на нових комп'ютерах. 24 серпня 2010 року «Her Interactive» випустив ремастеровану версію відеогри з абсолютно новим кінцем та 3D-персонажами.

## Сприйняття

### Продажі
Упродовж 2001 року було продано 28 050 «Secrets Can Kill» у Північній Америці, згідно з даними «PC Data». Ювілейну версію усього продали 41 455 копій за 2003 рік. До серпня 2006 року було продано лише в США понад 100 000 копій. Загалом у Північній Америці до 2003 року було продано близько 500 000 копій, а до серпня 2006 року вже досягали 2,1 мільйона продажів лише в США. З огляду на популярність, журнал «Edge» назвав Ненсі Дрю «потужною франшизою».

### Відгуки
Відгуки для Ненсі Дрю: Secrets Can Kill змішані. «Вашингтон Пост» критикує її за те, що вона не дає гравцеві достатнього розуміння характеру Ненсі Дрю та заявив, що «Ця підчищена відеогра може досить швидко постаріти; я б дотримувався книг». «Adventure Gamers» подарували грі дві зірки. New York Times назвав гру «Не-Барбі комп'ютерна гра». «The Sun Sentinel» похвалив гру, написавши «„Nancy Drew: Secrets Can Kill“ — це чудова гра для читачів таємниць Ненсі Дрю і навіть минулих читачів. Це допомагає повернути персонажів до життя, а також ввести гравця в роль персонажа".